# 藤咲淳一
藤咲 淳一（ふじさく じゅんいち、1967年8月6日 - ）は、日本の男性脚本家、小説家、ゲーム製作者、アニメ監督。Production I.G所属。茨城県ひたちなか市出身。代々木アニメーション学院卒業。専修大学、デジタルハリウッド大学非常勤講師、特任教授。押井守の押井塾出身。
Production I.Gに入る前は『JuJu伝説』『首領蜂』などのゲームグラフィックを担当していた。
『やるドラ』シリーズのゲームディレクター。『BLOOD』シリーズ全作に関わっている。

## 参加作品

### テレビアニメ
2002年
- 攻殻機動隊シリーズ
  - 攻殻機動隊 STAND ALONE COMPLEX（2002年 - 2003年、脚本）
  - 攻殻機動隊ARISE ALTERNATIVE ARCHITECTURE（2015年、スーパーバイザー・脚本）

2004年
- お伽草子（2004年 - 2005年、脚本）

2005年
- BLOODシリーズ
  - BLOOD+（2005年-2006年、監督・シリーズ構成・演出・脚本）
  - BLOOD-C（2011年、原作監修・脚本）

2008年
- RD 潜脳調査室（シリーズ構成・脚本）

2009年
- 獣の奏者 エリン（シリーズ構成・脚本）

2011年
- もしドラ／もし高校野球の女子マネージャーがドラッカーの『マネジメント』を読んだら（シリーズ構成、脚本）

2012年
- ダンボール戦機シリーズ
  - ダンボール戦機W（2012年 - 2013年、脚本）
  - ダンボール戦機ウォーズ（2013年、脚本）

2013年
- ダイヤのA（2013年 - 2016年、脚本）

2014年
- ピカイア!シリーズ
  - ピカイア!（2014年、脚本、パイロット版）
  - ピカイア!（2015年、シリーズ構成・脚本）
  - ピカイア!!（2017年、シリーズ構成・脚本）

2017年
- アトム ザ・ビギニング（シリーズ構成・脚本）
- ポケットモンスター サン&ムーン（2017年 - 2019年、脚本）

2019年
- ポケットモンスター（2019年 - 2022年、脚本）

2020年
- ガル学。〜聖ガールズスクエア学院〜（シリーズ構成・脚本）
- 憂国のモリアーティ（製作）

2021年
- MARS RED（シリーズ構成・脚本・絵コンテ）

2022年
- ガル学。Ⅱ〜Lucky Stars〜（シリーズ構成・脚本）

2024年
- ひみつのアイプリ（監督・脚本・絵コンテ）

### 劇場アニメ
2000年
- BLOOD THE LAST VAMPIRE（企画協力）

2005年
- 劇場版xxxHOLiC 真夏ノ夜ノ夢（脚本）
- 劇場版ツバサ・クロニクル 鳥カゴの国の姫君（脚本）

2010年
- ルー=ガルー（監督）

2011年
- アップルシード XIII 〜遺言〜（シリーズ構成・脚本）
- アップルシード XIII 〜預言〜（シリーズ構成・脚本）

2012年
- 劇場版 BLOOD-C The Last Dark（脚本）
- 劇場版 BLOOD-C The Last Dark のねのね劇場（監督・脚本）
- ももへの手紙（脚本協力）

2013年
- 攻殻機動隊 ARISE border:1 Ghost Pain（スーパーバイザー）
- 攻殻機動隊 ARISE border:2 Ghost Whispers（スーパーバイザー）

2014年
- 攻殻機動隊 ARISE border:3 Ghost Tears（スーパーバイザー）
- 攻殻機動隊 ARISE border:4 Ghost Stands Alone（スーパーバイザー）

2022年
- DEEMO サクラノオト -あなたの奏でた音が、今も響く-（総監督・脚本・絵コンテ）

### 実写映画
- 阿修羅少女〜BLOOD-C異聞〜（2017年、脚本）
- BLOOD-CLUB DOLLS1（2018年、脚本）
- ツナガレラジオ～僕らの雨降Days～ (2021年、脚本)

### VR映画
- 攻殻機動隊 新劇場版 Virtual Reality Diver（2017年、構成）
- 攻殻機動隊 GHOST CHASER（2018年、脚本）

### 短編アニメーション
- 新・光神話 パルテナの鏡 空飛ぶ木馬（2012年、監督・脚本） - ニンテンドービデオ（ニンテンドー3DS）で配信の短編アニメーション
- Surprise 4 U オープニング篇（2012年、監督・シリーズ構成）
- Surprise 4 U 〜沙月の不思議な挑戦〜「昨日と今日」篇（2012年、監督・シリーズ構成）
- Surprise 4 U 〜沙月の不思議な冒険〜「今日と明日」篇（2012年、監督・シリーズ構成）

### 実写ドラマ
- ガル学。～ガールズガーデン～　(2021年、シリーズ構成、脚本)

### 特撮
- ケータイ捜査官7（脚本）
- 牙狼<GARO> -GOLDSTORM- 翔（脚本）

### 小説

#### オリジナル作品
- ツカレルナ!（2012年4月 TOブックス）
- 城喰（2013年12月 KADOKAWA）
- 時忍（2014年2月 - 3月 文力スペシャル）- 電子書籍専売
- 火星ゾンビ（2017年8月 BOOK BLAST）

#### ノベライズ

##### BLOOD THE LAST VANPIRE
- 闇を誘う血 BLOOD THE LAST VAMPIRE（2001年1月 富士見ミステリー文庫）
- 上海哀儚 BLOOD THE LAST VAMPIRE（2001年7月 富士見書房／2005年12月 角川ホラー文庫）

##### 攻殻機動隊 STAND ALONE COMPLEX
- 攻殻機動隊 STAND ALONE COMPLEX 虚夢回路（2004年1月 徳間デュアル文庫）
- 攻殻機動隊 STAND ALONE COMPLEX 凍える機械（2004年7月 徳間デュアル文庫）
- 攻殻機動隊 STAND ALONE COMPLEX 眠り男の棺（2005年2月 徳間デュアル文庫）

##### ケータイ捜査官7
- ケータイ捜査官7 滝本壮介の事件簿（2008年11月 トクマ・ノベルズEdge）

##### BLOOD-C
- BLOOD-C（2011年9月 角川ホラー文庫）
- BLOOD-C The Last Dark（2012年5月 角川ホラー文庫）

##### BLOOD＋
- BLOOD#（2017年2月 マッグガーデン・ノベルズ）

##### アトム ザ・ビギニング
- アトム ザ・ビギニング 僕オモウ故ニ僕アリ（2017年4月 ガガガ文庫）

##### 魔法使いの嫁
- 木に飢えた男 - 「小説 魔法使いの嫁 金糸篇」（2017年9月 マッグガーデン・ノベルズ）

### 漫画
- 『THE INNOCENT』脚本（ブレイドコミック、漫画：高冶星/ 原作：AVI ARAD）
- 『BLOOD-C 十六夜鬼譚』ストーリー協力（ニュータイプエース連載、漫画：ハヅキリョウ）
- 『攻殻機動隊ARISE 眠らない眼の男 Sleepless Eye』漫画脚本（月刊ヤングマガジン連載、漫画：大山タクミ）
- 『グリザイアの果実 ~L'Oiseau bleu~』漫画脚本（コミックガーデン連載、漫画：姫乃タカ）
- 『火星ゾンビ』漫画脚本（月刊ヤングマガジン連載、漫画：TATE）
- 『攻殻機動隊 THE HUMAN ALGORITHM』脚本（月刊ヤングマガジン連載、漫画： 吉本祐樹）
- 『DEEMO -Prelude-』シナリオ（月刊コミックZERO-SUM連載、コミック：庭春樹、原案・原作：Rayark Inc.）
- 『DEEMO -Sakura Note-』シナリオ（月刊コミックZERO-SUM連載、コミック：庭春樹、原案・原作：Rayark Inc.）

### ゲーム
- JuJu伝説（グラフィックデザイン）
- 首領蜂（グラフィックデザイン）
- 怒首領蜂（グラフィックデザイン[6]）
- 季節を抱きしめて（ゲームディレクター・脚本・グラフィックデザイン）
- 雪割りの花（ゲームディレクター・脚本・グラフィックデザイン）
- 機動警察パトレイバー 〜ゲームエディション〜（新聞デザイン）
- BLOOD THE LAST VAMPIRE 上下巻（総監督・脚本・編集）
- 攻殻機動隊 STAND ALONE COMPLEX（総監督、ゲームプロデューサー）
- 攻殻機動隊 STAND ALONE COMPLEX　-狩人の領域-（プロデューサー）
- 機動警察パトレイバーかむばっく ミニパト（監督・脚本）
- よるのないくに2 〜新月の花嫁〜（シナリオ監修）
- ポポロクロイス物語 〜ナルシアの涙と妖精の笛（脚本）

### 舞台
- BLOOD-C The LAST MIND（脚本）
- 攻殻機動隊ARISE：GHOST is ALIVE（脚本）
- VR能 攻殻機動隊(脚本)

### その他
- ケータイ捜査官7 深夜セレクション 夜の捜査官（構成）
- 朗読劇 BLOOD+ 〜彼女が眠る間に〜（原案）